# 南上坡清真寺
南上坡清真寺，位于北京市朝阳区，是一座伊斯蘭教清真寺。

## 历史
南上坡清真寺原来位于朝阳区朝外头条路西。在雅宝路二期改造工程中，南上坡清真寺被拆除，同时大批回族居民搬迁至南磨房乡、潘家园、劲松地区，现该地区有8000多名回族居民。其后，部分朝阳区人大代表连续两年提出建议，呼吁朝阳区人民政府在南磨房地区选址重建南上坡清真寺。朝阳区人大常委会经调研，将该建议列为2008年重点督办的建议。同年有报道称，重建选址工作已完成，重建工作已启动。但后来重建工作遇到困难，迟迟未能推进。
2012年，北京市规划局朝阳分局完成了南上坡清真寺项目规划选址工作。项目选址于现状松榆北路和规划南磨房路交汇口的西北角，建设用地规模大约0.25公顷，总建筑规模大约4000平方米。